# Google Doodle
Драскулки на Гугъл (на английски: Google Doodle) се наричат забавните, изненадващи и понякога спонтанни временни промени на логото на търсачката Google Търсене, правени с цел да отбележи дадено събитие (празник, годишнина, постижение и др.). Първата драскулка е създадена през 1998 от Лари Пейдж и Сергей Брин в чест на фестивала Бърнинг Мен. Считано от 2000 година насам всичките промени по логото на Google се осъществяват от специален екип в компанията наречен „Doodlers“.
Първоначално картинките не са анимирани, но от 2010 насам започват да се появяват анимирани такива, включващи хиперлинкове, както и цели интерактивни игри. Google Doodle не винаги е еднакъв навсякъде по света, много често се създават регионални такива, които са видими само в регионалните версии на търсачката.

## Често отбелязвани събития
- Нова година (2000– )
- Ден на Мартин Лутер Кинг (2003; 2006– )
- Лунна нова година (2001; 2003– )
- Свети Валентин (2000 – 2001; 2003 – 2005; 2007– )
- Международен ден на жената (2005; 2009– )
- Ден на свети Давид (2004; 2006– )
- Ден на свети Патрик (2000 – 2002; 2004– )
- Гергьовден (2002; 2004; 2006; 2008– )
- Ден на Земята (2001– )
- Ден на майката (2000– )
- Ден на бащата (2000– )
- Ден на независимостта (САЩ) (2000– )
- Ден на Бастилията (2000– )
- Олимпийски игри (2000– )
- Хелоуин (1999– )
- Ден на благодарността (1998– )
- Зимно слънцестоене (2011– )
- Коледа (1999– )

## Драскулки само за България
Няколко пъти Google променя логото си само за България:
- Освобождение на България – (2012 – 2015, 2017, 2018) [4][5][6][7][8][9]
- Ден на славянската писменост и култура (2007, 2011) [10][11]
- Независимост на България (2008) [12]
- Първи учебен ден (2014)[13]
- 150 години от рождението на Алеко Константинов (2013)[14]
- 150 години от рождението на Пенчо Славейков (2016) [15]